# Kleine Brabantse Omwenteling

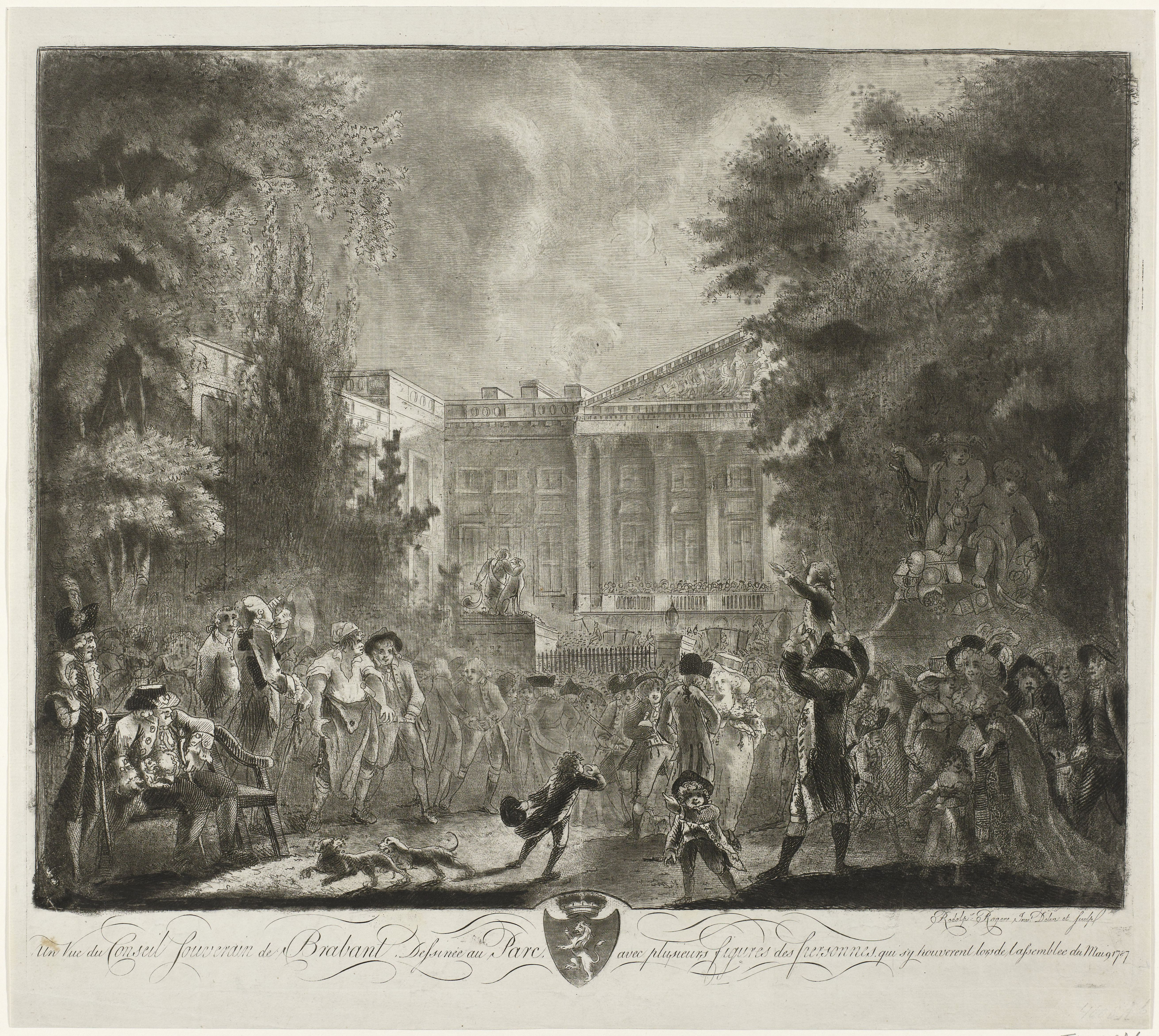
Menigte in het Warandepark tijdens de zitting van de Raad van Brabant op 9 mei 1787

De Kleine Brabantse Omwenteling een periode van hevige rellen en incidenten in de Oostenrijkse Nederlanden als reactie op de hervormingen van Oostenrijkse en Heilig Roomse keizer Jozef II.

## Context
In 1787 hervormde de Oostenrijkse keizer Jozef II de gehele bestuurlijke en justitiële structuur van de Oostenrijkse Nederlanden. Hij schafte de drie Collaterale Raden af en stelde de Algemene Raad van het Bestuur van de Oostenrijkse Nederlanden in. Zijn hervormingen waren verlichtend en paternalistisch in natuur. Hij kreeg de bijnaam keizer-koster wegens zijn verregaande regeldrift ten aanzien van interne kerkelijke zaken zoals het priesterlijke gewaad en het bepalen van het aantal brandende kaarsen op het altaar. Ook beperkte hij het aantal kermissen te lande. 
Jozef II gaf Jozef Crumpipen, de kanselier van Brabant, opdracht om hieraan te werken. Het resultaat van deze poging tot hervorming werd  aan hem voorgelegd.      De keizer ging niet akkoord en weigerde de ontwerptekst te aanvaarden omdat die niet ver genoeg ging. Hierop gaf hij aan Karl Anton von Martini de opdracht om het wetboek dat deze reeds voor Lombardije had gemaakt te vertalen in het Nederlands. Deze "vreemde" tekst werd echter niet aanvaard door de Oostenrijkse Nederlanden

## Verloop
Talloze mensen verloren door deze hervormingen hun functie, hun lokale of regionale machtsbasis. Het verzet kreeg vorm in de provinciale staten, eerst in Henegouwen, dan in Brabant en vervolgens in Vlaanderen. Al snel regende het protesten van allerlei besturen en systemen. Op veel plaatsen braken rellen uit. In Brugge en in andere steden werden burgerwachten gevormd om de orde te handhaven. In feite opereerden zij als patriottische milities. Om hun belangen te verdedigen, deden de Brabantse staten een beroep op een succesvolle advocaat, Hendrik van der Noot. In een lang pleidooi toonde hij aan hoe de rechten van de natie waren geschonden. Jozef II had bij zijn aantreden onder ede beloofd de provinciale privileges te respecteren. De statenvergaderingen wezen een aanpassing niet absoluut af, maar eisten als contractpartij inspraak in de procedure. In september werden in Antwerpen 15 soldaten gedood door de burgerwacht. Op 21 september weigerden de vrijwilligerstroepen van Brussel zich te ontdoen van hun insignes. Vele incidenten vonden plaats tussen de burgerwachten en soldaten.

## Gevolg
De gouverneurs Maria Christina en Albrecht waren geschokt door de omvang van het protest. Ze schortten op 30 mei 1787 eigenhandig alle hervormingen op en nodigden iedereen uit hun bezwaren op papier te zetten. François-Xavier de Feller schreef waarschijnlijk zijn brieven aan de regering in deze periode. Deze concessies zetten alles in vuur en vlam. De overwinning op het imperiale centralisme werd op vele plaatsen luid gevierd.
Maar de hervormingen zouden terugkomen, en vele incidenten gebeurden het volgende jaar. Het jaar daarna zou de grote Brabantse Omwenteling uitbreken.